# 22401 Egisto
22401 Egisto este un asteroid din centura principală de asteroizi.

## Descriere
22401 Egisto este un asteroid din centura principală de asteroizi. A fost descoperit pe 24 februarie 1995 la Cima Ekar de Maura Tombelli. El prezintă o orbită caracterizată de o semiaxă mare de 3,22 ua, o excentricitate de 0,11 și o înclinație de 15,7° în raport cu ecliptica.